# 歡樂酒店
《歡樂酒店》是由美國國家廣播公司（NBC）於1982年9月30日至1993年5月20日期間播出的半小時情境喜劇電視影集，由詹姆士·伯洛斯（James Burrows，並擔任本片的多集導演工作）、葛倫·查爾斯（Glen Charles）、雷斯·查爾斯（Les Charles）三人創設的製作小組「Charles-Burrows-Charles Productions」所製作。泰德·丹森（Ted Danson）、莎莉·朗（Shelley Long）、李·柏曼（Rhea Perlman）、克絲蒂·艾莉（Kirstie Alley）等人主演，全11季共270集。
在台灣曾由台視於1987年的深夜時段播映第一季，並曾一度改以國語配音方式播出。近年本片則於有線頻道「HITS」重播，並續播台灣當年未曾播出的後續季數內容。

## 概要
本片的主要場景，為一間位於麻塞諸塞州波士頓的酒吧「歡樂酒店」（Cheers，原為「乾杯」之意），故事則以店内的客人與從業者之間的互動為主體展開。而本片在攝製時，也多以讓演員實際在觀眾面前演出的方式來拍攝。
主題歌由茱迪·哈特·安吉羅（Judy Hart Angelo）與蓋瑞·波特諾伊（Gary Portnoy）作詞、作曲，並由波特諾伊演唱。其中一句歌詞「每個人都認識你的地方」（Where Everybody Knows Your Name），更成為本劇相當有名的廣告詞。
1982年9月30日播出首集，當時因第一季的收視狀況不佳，還曾使節目瀕臨腰斬邊緣。但自第8季到11季的收視率相當理想，最終並使本片成為創下全美高收視率紀錄的節目。於1993年5月20日播出的完結篇（加長版，含廣告片長為93分鐘），也是全劇中收視率最佳的一集。本片並曾獲艾美獎117項提名，得到28個獎項。

## 主要人物與演員
本劇中唯一在11季全勤演出的演員，僅有泰德·丹森、李·柏曼與喬治·溫特三位。
- 山姆·馬龍(Sam Malone)：泰德·丹森(Ted Danson)飾

前波士頓紅襪隊投手，現為「歡樂酒店」的酒保兼店主。登場期間為1982年至1993年。他與黛安之間分分合合的感情，也成為劇中的重要主線。
- 黛安·錢伯斯(Diane Chambers)：莎莉·朗(Shelley Long)飾

「歡樂酒店」的女侍。1982年至1987年登場，角色在第五季結束後離開，但於1993年的最終季完結篇中客串演出。
- 蕾貝卡·霍(Rebecca Howe)：克絲蒂·艾莉(Kirstie Alley)飾

「歡樂酒店」的女侍兼經理。登場期間為1987年至1993年。
- 卡拉·托泰利(Carla Tortelli)：李·柏曼(Rhea Perlman)飾

「歡樂酒店」的女侍。登場期間為1982年至1993年。
- 伍迪·波伊德(Woody Boyd)：伍迪·哈里遜(Woody Harrelson)飾

助理酒保。登場期間為1985年至1993年。
- 諾姆·彼得森(Norm Peterson)：喬治·溫特(George Wendt)飾

「歡樂酒店」的常客，職業為會計師。登場期間為1982年至1993年。
- 克里夫·克萊文(Cliff Clavin)：約翰·雷森伯格(John Ratzenberger)飾

「歡樂酒店」的常客，職業為郵差。登場期間為1982年至1993年。
- 費瑟·克雷(Frasier Crane)：凱西·葛雷莫(Kelsey Grammer)飾

「歡樂酒店」的常客，職業為精神科醫生。登場期間為1984年至1993年，在劇中曾一度與黛安交往。本劇落幕後，並推出了以他為主角的延伸作品《歡樂一家親》。
- 「教練」厄尼·潘圖索(Coach Ernie Pantusso)：尼可拉斯·寇拉桑多(Nicholas Colasanto)飾

助理酒保。過去曾為棒球選手與紅襪隊的教練，因此店內眾人對他暱稱為「教練」。登場期間為1982年至1985年。但演員尼可拉斯·寇拉桑多，也在因病離開本劇演出陣容之後未久過世。
- 莉莉絲·史特寧(Lilith Sternin)：比比·紐沃斯(Bebe Neuwirth)飾

「歡樂酒店」的常客，登場期間為1986年至1993年。職業為精神科醫生，並與費瑟從原本的針鋒相對轉變為男女朋友關係，在第六季劇情中結婚。在《歡樂一家親》中，則已成為費瑟的下堂妻。

## 相關作品
- 《The Tortellis》

本片的延伸作品，以劇中李·柏曼飾演的歡樂酒店女侍卡拉·托泰利（僅於首集中登場）前夫尼克所組成的新家庭為主角陣容，於1987年播出，全一季共13集。
- 《歡樂一家親》（Frasier）

本片的後續性質延伸作品，於本片落幕後的1993年播出。以歡樂酒店的登場常客之一費瑟·克雷為主角，在美國播映時也成為大受歡迎的長壽劇集，全11季共264集。而《歡樂酒店》的主要演員陣容除克絲蒂·艾莉和已故的尼可拉斯·寇拉桑多之外，均曾在此作中以相同角色客串演出。

## 外部連結
- 维基共享资源上的相關多媒體資源：歡樂酒店
- 互联网电影数据库（IMDb）上《Cheers》的资料（英文）
- Cheers at Museum of Broadcast Communications
- Cheers Boston （页面存档备份，存于）, an official website of a bar that tributes to and is also a production set of Cheers